# Alchemilla devestiens
Alchemilla devestiens es una especie de planta del género Alchemilla, perteneciente a la familia Rosaceae.

## Taxonomía
Alchemilla devestiens fue descrita por Serguéi Yuzepchuk en 1951.

## Distribución
Se encuentra en el territorio centro y norte de la parte europea de Rusia.